# Obwód Zamość Armii Krajowej
Obwód Zamość – jednostka terytorialna Związku Walki Zbrojnej, a następnie Armii Krajowej.
Obwód ten wraz z trzema innymi (Tomaszów Lubelski, Hrubieszów, Biłgoraj) wchodził w skład Inspektoratu Zamojskiego Okręgu Lublin AK, a jego dowódcą w czasie powstania zamojskiego był kpt. Stanisław Prus ps. „Adam”.
Członkowie Obwodu Zamość AK walczyli m.in. w ramach powstania zamojskiego. 

## Bibliografia

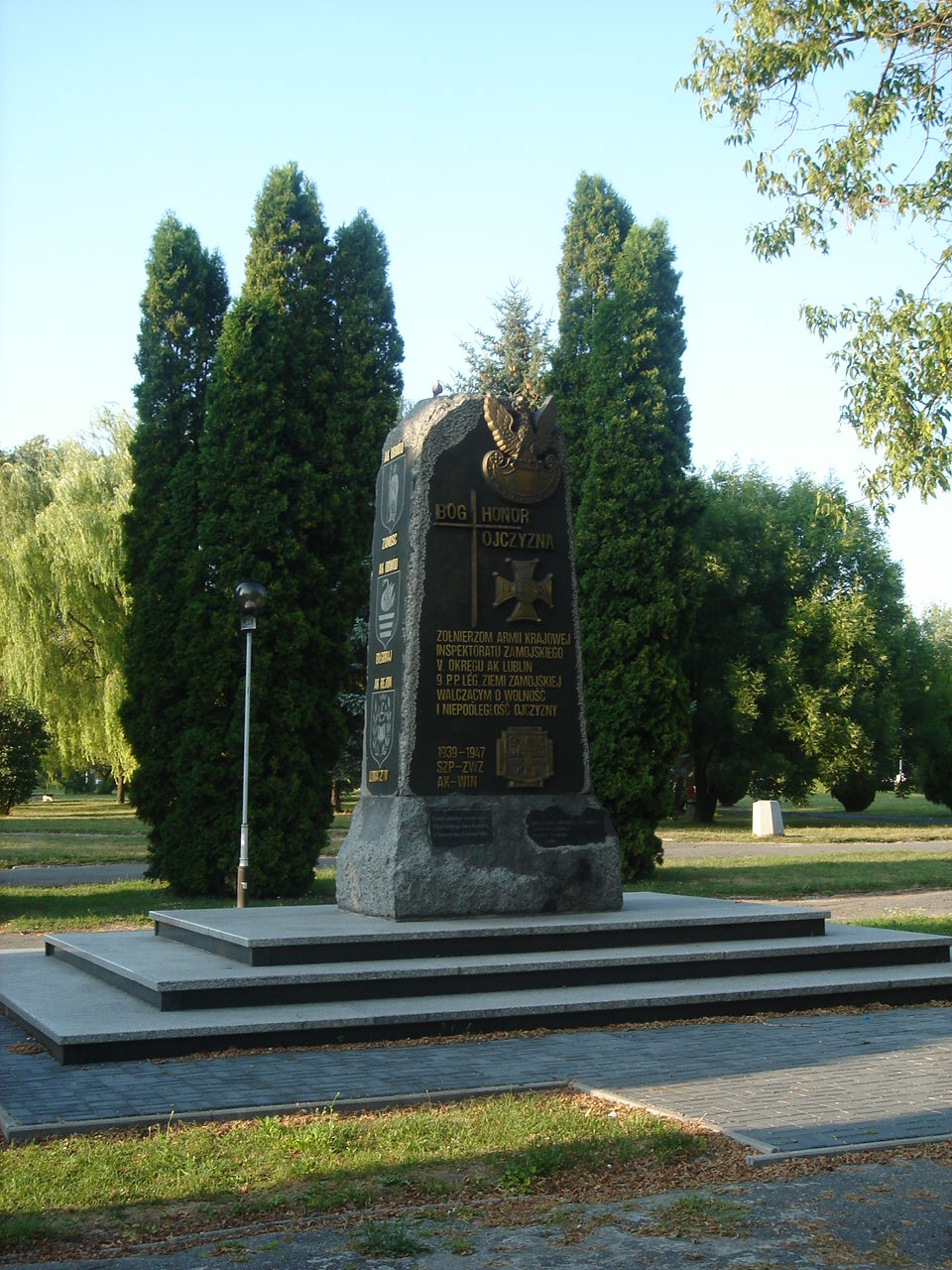
Pomnik Armii Krajowej w Zamościu